# Self Entitled
Self Entitled es el duodécimo álbum de estudio de la banda de punk californiana NOFX.
El lanzamiento del disco se produjo el 11 de septiembre de 2012. Fue publicado a través de la discográfica Fat Wreck Chords, al igual que los anteriores trabajos del grupo.

## Lista de canciones
| N.º   | Título                              | Duración |  |
| 1.    | «72 Hookers»                        | 3:36     |  |
| 2.    | «I Believe in Goddess»              | 1:34     |  |
| 3.    | «Ronnie & Mags»                     | 2:09     |  |
| 4.    | «She Didn't Lose Her Baby»          | 2:56     |  |
| 5.    | «Secret Society»                    | 2:53     |  |
| 6.    | «I, Fatty»                          | 1:36     |  |
| 7.    | «Cell Out»                          | 2:02     |  |
| 8.    | «Down with the Ship»                | 2:23     |  |
| 9.    | «My Sycophant Others»               | 2:46     |  |
| 10.   | «This Machine Is 4»                 | 2:07     |  |
| 11.   | «I've Got One Jealous Again, Again» | 3:02     |  |
| 12.   | «Xmas Has Been X'ed»                | 2:43     |  |
| 29:47 |                                     |          |  |

## Personal
- Fat Mike – voz, bajo
- Eric Melvin – guitarra, coros
- El Hefe – guitarra, coros
- Erik Sandin – batería